# Gebhardit
Gebhardit ist ein sehr selten vorkommendes Mineral aus der Mineralklasse der „Oxide und Hydroxide“ mit der chemischen Formel Pb8[O|Cl6|(As3+2O5)2]. Damit ist das Mineral ein Blei-Arsenit mit zusätzlichen Sauerstoff- und Chlor-Ionen.
Gebhardit kristallisiert im monoklinen Kristallsystem und entwickelt überwiegend langprismatische Kristalle und meilerförmige Aggregate mit deutlichem Diamantglanz.

## Etymologie und Geschichte
Entdeckt wurde der Gebhardit auf der damals weltweit einzigen Stufe mit aufgewachsenen Reinerit-Kristallen aus Tsumeb. Als Entdecker gilt Georg Gebhard (* 1945) aus Reichshof-Oberwehnrat, der die Stufe 1977 fand und sie 1979 den Autoren der Typpublikation zur Analyse übergab.  Das Mineral wurde von einem Forscherteam an der Universität Bochum um Olaf Medenbach, W. Gebert und Kurt Abraham untersucht. Nachdem es durch die International Mineralogical Association (IMA) im Jahre 1979 anerkannt wurde, erfolgte 1983 die offizielle Erstbeschreibung. Die Autoren benannten das Mineral nach dem Chemiker und Mineraliensammler Georg Gebhard.
Die Holotypstufe befindet sich als Dauerleihgabe in der Schausammlung der École nationale supérieure des mines de Paris (Mines ParisTech), Paris, Frankreich. Weiteres Typmaterial ist im National Museum of Natural History, Washington, D.C., Vereinigte Staaten, hinterlegt (Katalog-Nr. 147360).

## Klassifikation
In der mittlerweile veralteten, aber noch gebräuchlichen 8. Auflage der Mineralsystematik nach Strunz gehörte der Gebhardit zur Abteilung der „Arsenite (mit As3+)“, wo er zusammen mit Fetiasit, Paulmooreit, Schneiderhöhnit und Vajdakit die Gruppe der „Arsenite mit [As2O5]4−-Gruppen“ mit der System-Nr. IV/J.06 bildete.
Die seit 2001 gültige und von der International Mineralogical Association (IMA) verwendete 9. Auflage der Strunz’schen Mineralsystematik ordnet den Gebhardit dagegen in die neu definierte Abteilung der „Arsenite, Antimonite, Bismutite, Sulfite, Selenite und Tellurite“ ein. Diese ist zudem weiter unterteilt nach der möglichen Anwesenheit von Kristallwasser und/oder zusätzlicher Anionen, so dass das Mineral entsprechend seiner Zusammensetzung in der Unterabteilung „Arsenite, Antimonide, Bismutide, ohne zusätzliche Anionen, ohne H2O“ zu finden ist, wo es als einziges Mitglied die unbenannte Gruppe 4.JB.50 bildet.
Die vorwiegend im englischen Sprachraum gebräuchliche Systematik der Minerale nach Dana ordnet den Gebhardit dagegen in die Klasse der „Phosphate, Arsenate und Vanadate“ und dort in die Abteilung der „Basische oder Halogen-haltige Antimonite, Arsenite und Phosphite“ ein. Hier ist er als einziges Mitglied in der unbenannten Gruppe 46.02.05 innerhalb der Unterabteilung „Basische oder halogenhaltige Antimonite, Arsenite und Phosphite mit verschiedenen Formeln“ zu finden.

## Kristallstruktur
Gebhardit kristallisiert im monoklinen Kristallsystem in der Raumgruppe P21/c (Raumgruppen-Nr. 14) mit den Gitterparametern a = 6,72 Å; b = 11,20 Å; c = 34,19 Å und β = 85,2° sowie vier Formeleinheiten pro Elementarzelle.
In der Struktur von Gebhardit koordinieren sich die Pb-Atome mit Cl und O zu Polyedern, die von 6 bis 8 Atomen gebildet werden. Das dreiwertige As koordiniert sich mit drei Sauerstoffatomen zu einer tetraederförmigen Pyramide, deren Spitze As belegt. Zwei dieser „Tetraeder“ bilden jeweils eine Gruppe [As2O5]−4. Ein Sauerstoffatom ist nur an Pb gebunden mit einem dichtesten Abstand von 2,7 Å. Die Struktur von Gebhardit besteht aus acht Pb(Cl,O)6–8-Polyedern, die mehr oder weniger parallel zu (100) parallele, gewellte Tafeln bilden, welche zu einem Gerüst aus Dimern aus As3+O3-Pyramiden verknüpft sind. Die Dimer sitzen in den [010]-Tunneln dieses Gerüsts.

## Eigenschaften

### Morphologie
Gebhardit bildet bis 5 mm große, faserige Gruppen aus nach [010] langprismatischen Kristallen, an denen die Flächenformen {100} und {001} identifiziert werden konnten. Die Kristalle können parallel oder subparallel bis divergentstrahlig verwachsen sein und bilden im letzteren Fall meilerförmige Aggregate. Die Aggregate ähneln in ihrem Erscheinungsbild Millerit-Aggregaten. Gelegentlich fanden sich auch gebogene Kristalle.

### Physikalische und chemische Eigenschaften
Die Kristalle des Gebhardits sind braun, die Strichfarbe des Minerals wird als weiß beschrieben. Die durchsichtigen Kristalle weisen einen ausgeprägten Diamantglanz auf, was sich auch in der vergleichsweise hohen Lichtbrechung mit einem Brechungsindex von 2,08 bis 2,12 widerspiegelt. Die Mohshärte des Minerals beträgt etwa 3 und entspricht damit der des Referenzminerals Calcit, die berechnete Dichte liegt bei 6,0 g/cm³.
Gebhardit löst sich in kalter verdünnter HCl und/oder HNO3 leicht auf und bildet dabei winzige As2O3-Oktaeder.

## Bildung und Fundorte
Gebhardit bildet sich sekundär und trat in der unteren Oxidationszone der in Dolomitsteinen sitzenden hydrothermalen polymetallischen Erzlagerstätte Tsumeb auf. Der genaue Herkunftsort der Typstufe Gebhardit innerhalb der Lagerstätte Tsumeb ist nicht bekannt. Das Stück misst ca. 5 × 5 × 3 cm und besteht aus tiefgründig verwitterten, löchrig erscheinenden weißen karbonatischen und silikatischen Massen, auf die eine ungewöhnliche Sekundärmineral-Paragenese aufgewachsen ist. Gebhardit ist eines der zuletzt gebildeten Oxidationsprodukte. Begleitminerale an der Typlokalität sind Reinerit in bis 1,5 cm großen, weißen bis lichtgrünen, z. T. angelöst erscheinenden Kristallen, Mimetesit in kleinen grauen, büscheligen und warzigen Aggregaten, nadeliger Smithsonit, Willemit in porzellanartigen, blättrig-strahligen Gebilden, Hämatit in z. T. pseudokuboktaedrischen Kristallen, Fraipontit in Form von weißen, in Quarz eingewachsenen und auf Quarz und Hämatit aufgewachsenen Sphärolithen und Krusten sowie Quarz. Besonders interessant ist das Auftreten des Blei-Chlor-Arsenats Mimetesit in direktem Kontakt zum Blei-Chlor-Arsenit Gebhardit, was auf eng limitierte pH/Eh-Bedingungen für die Stabilität dieser Paragenese deutet.
Als sehr seltene Mineralbildung konnte Gebhardit nur an seiner Typlokalität nachgewiesen werden. Als Typlokalität gilt die weltberühmte Cu-Pb-Zn-Ag-Ge-Cd-Lagerstätte der „Tsumeb Mine“ (Tsumcorp Mine) in Tsumeb, Region Oshikoto, Namibia.

## Verwendung
Mit einem PbO-Gehalt von rund 75 Gew.-% wäre Gebhardit ein reiches Bleierz. Aufgrund seiner extremen Seltenheit ist das Mineral jedoch ausschließlich für Sammler interessant.